# Speyerer Landwehr

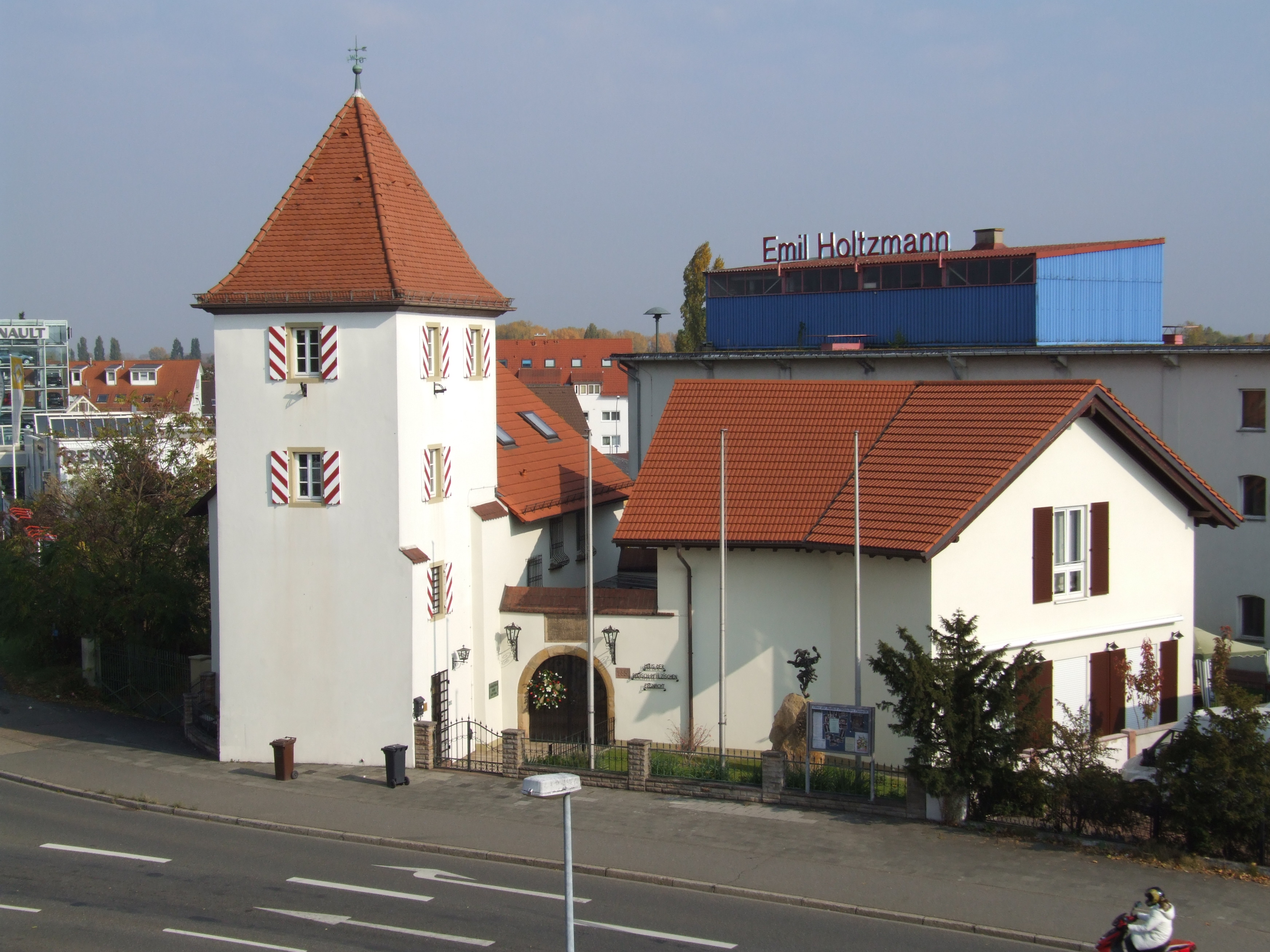
Haus der Badisch-Pfälzischen Fasnacht, links der Wartturm, wie die frühere Wormser Warth oder Wormser Warte heute genannt wird.

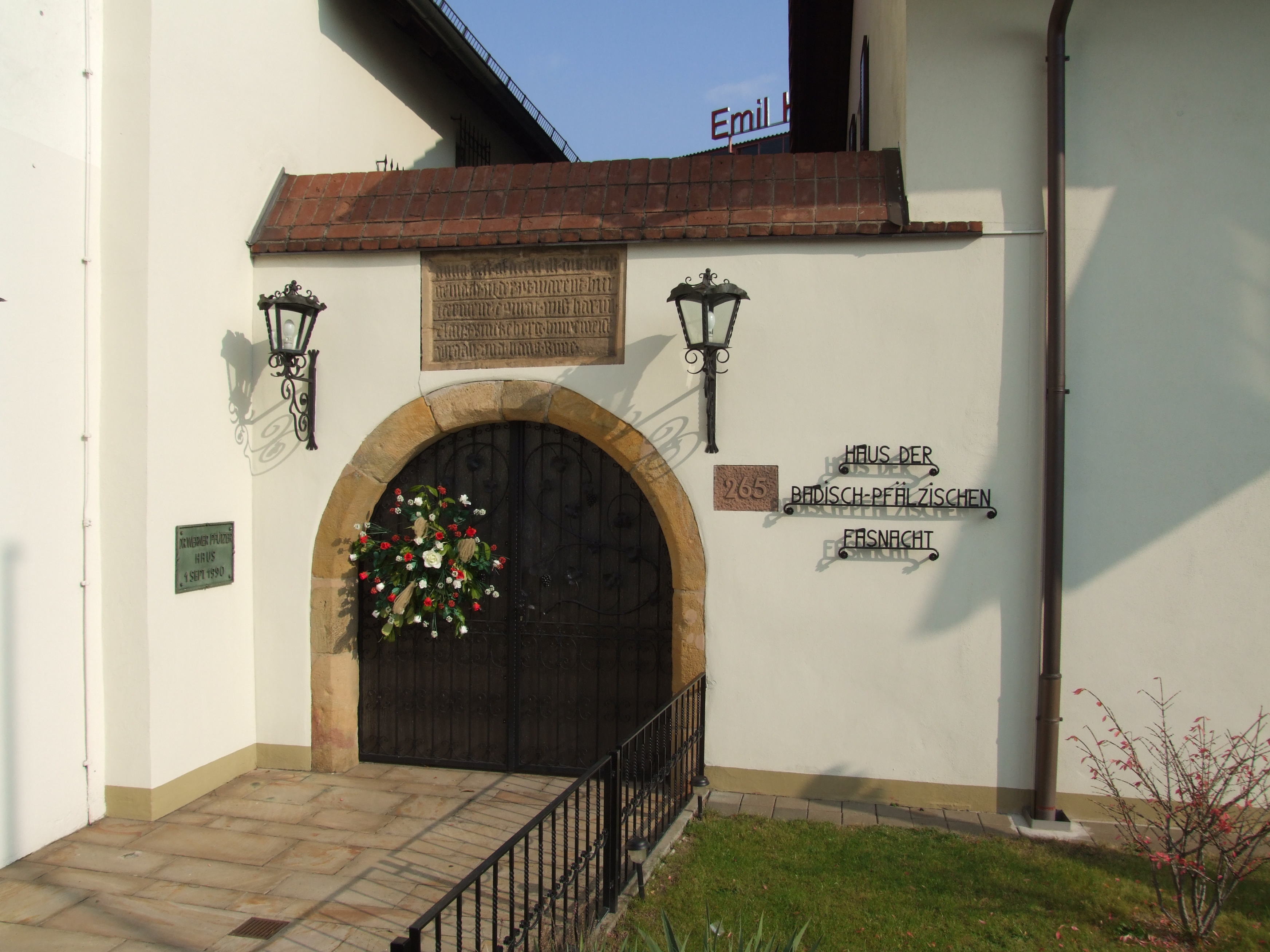
Wartturm Speyer, Detail Eingang

Mit der Speyerer Landwehr baute ab 1410 die freie Reichsstadt Speyer als Ergänzung zu ihrer Speyerer Stadtmauer eine Landwehr, also eine vorgeschobene Stadtbefestigung und Umgrenzung eines Teils des Stadtgebiets auf. An den Wegen zu den Nachbarorten, wo diese den Wall schnitten, wurden Warttürme gebaut.

## Wall und Warttürme
In erster Linie bestand die Landwehr aus einem Wall, der durch Hecken undurchdringlich gemacht wurde. Die Wall-Graben-Systeme mit dichtem Heckenbestand befanden sich entlang der Gemarkungsgrenze, um das Eindringen von Heerhaufen, Räubern und Dieben oder den schnellen Rückzug derselben zu verhindern. So konnten die Herden der Städter vor Viehdiebstahl, die Felder vor Diebstahl und Plünderung geschützt werden.
An den Ausfallstraßen wurde ab 1410 Warttürme zunächst aus Holz erbaut und später aus Stein, die mit Soldaten besetzt waren. Neben der Bewachung der Felder und Herden nach außen, erhöhte eine Warte auch die Warnzeit beim Heranrücken von feindlichen Truppen.
Die Baureihenfolge war 1410 Harthauser Holzwarte, 1410 Landauer Holzwarte, 1423 Dudenhofer Warte und unterhalb des Spitzrheinhofes 1423 die Niederwarte und 1445 die Landauer Steinwarte.
Als letzte wurde 1451 die „Wormser Warte“ vom Holzbauwerk in ein Steinbauwerk umgewandelt. Eine noch erhaltene über dem Torbogen eingemauerte Steinplatte besagt, dass „Anno domini MCCCCLI (1451) ist die Werk gemach(t); zu der Zit waren Burgermeist. Conrad Wißhar un(d) Claus Rinckeberg, Buwemeist. (= Baumeister) Jordan und Hans Kunc“. Das vierte Geschoss barg eine Wachstube. Hundert Jahre später wurde dann die noch teilweise erhaltene Umfassungsmauer vermutlich erneuert.
Noch 1463 wurde an der Landwehr gearbeitet.
1739 setzte der Rat fest, dass ein städtischer Bediensteter, der Heimburger, „alle Quartale oder frohnfasten herumgehen oder reiten, bestellen, wahrnehmen und versehen, dass die Landwehrketten, Schläge, Werren (Wehren) und Pechpfannen in und außerhalb der Stadt mit redlichen Leuten bestellt, versehen und besorgt“ werden.
Zeuss schrieb in Die freie Reichsstadt Speyer vor ihrer Zerstörung, Speyer 1843: Eine Strecke von der Stadt entfernt lagen die Warten, Warttürme, die Landauer Warth, Harthauser, Dudenhofer, Wormser Warth an den Straßen nach diesen Orten.

## Reste und Zeugnisse der Landwehr heute
Die „Landauer Warth“ ist heute Namensgeber für die Speyerer Straße Landauer Warte.
In der früheren „Wormser Warth“ – heute „Wartturm“ genannt – und einem Anbau, unterhält die Vereinigung Badisch-Pfälzischer Karnevalvereine das Haus der Badisch-Pfälzischen Fasnacht. Das Haus ist Treffpunkt, Museum und Archiv des Verbandes. Das Haus, Wormser Landstraße 265, 67346 Speyer liegt am nördlichen Ende derselben und markierte den nördlichsten Punkt der alten Speyerer Landwehr. Westlich über die Kreuzung beginnt die „Landwehrstraße“, deren südwestlicher Verlauf die frühere Lage der dortigen Speyerer Landwehr markiert.